# Vallerois-le-Bois
Vallerois-le-Bois est une commune française située dans le département de la Haute-Saône, la région culturelle et historique de Franche-Comté et la région administrative Bourgogne-Franche-Comté. 

En patois : Volleret-lou-Bo.

## Géographie

### Climat
Pour des articles plus généraux, voir Climat de la Bourgogne-Franche-Comté et Climat de la Haute-Saône.
En 2010, le climat de la commune est de type climat de montagne, selon une étude du Centre national de la recherche scientifique s'appuyant sur une série de données couvrant la période 1971-2000. En 2020, Météo-France publie une typologie des climats de la France métropolitaine dans laquelle la commune est exposée à un climat semi-continental et est dans la région climatique Lorraine, plateau de Langres, Morvan, caractérisée par un hiver rude (1,5 °C), des vents modérés et des brouillards fréquents en automne et hiver.
Pour la période 1971-2000, la température annuelle moyenne est de 10 °C, avec une amplitude thermique annuelle de 17 °C. Le cumul annuel moyen de précipitations est de 1 103 mm, avec 12,9 jours de précipitations en janvier et 10,2 jours en juillet. Pour la période 1991-2020, la température moyenne annuelle observée sur la station météorologique de Météo-France la plus proche, « Frotey_sapc », sur la commune de Frotey-lès-Vesoul à 11 km à vol d'oiseau, est de 11,2 °C et le cumul annuel moyen de précipitations est de 914,2 mm. 
La température maximale relevée sur cette station est de 38,5 °C, atteinte le 25 juillet 2019 ; la température minimale est de −14,9 °C, atteinte le 20 décembre 2009,,.
Les paramètres climatiques de la commune ont été estimés pour le milieu du siècle (2041-2070) selon différents scénarios d'émission de gaz à effet de serre à partir des nouvelles projections climatiques de référence DRIAS-2020. Ils sont consultables sur un site dédié publié par Météo-France en novembre 2022.

## Urbanisme

### Typologie
Au 1er janvier 2024, Vallerois-le-Bois est catégorisée commune rurale à habitat dispersé, selon la nouvelle grille communale de densité à sept niveaux définie par l'Insee en 2022.
Elle est située hors unité urbaine. Par ailleurs la commune fait partie de l'aire d'attraction de Vesoul, dont elle est une commune de la couronne,. Cette aire, qui regroupe 158 communes, est catégorisée dans les aires de 50 000 à moins de 200 000 habitants,.

### Occupation des sols
L'occupation des sols de la commune, telle qu'elle ressort de la base de données européenne d’occupation biophysique des sols Corine Land Cover (CLC), est marquée par l'importance des territoires agricoles (53,6 % en 2018), une proportion identique à celle de 1990 (53,6 %). La répartition détaillée en 2018 est la suivante :
forêts (41,8 %), zones agricoles hétérogènes (36 %), prairies (16,5 %), milieux à végétation arbustive et/ou herbacée (2,4 %), zones urbanisées (2,2 %), terres arables (1,2 %). L'évolution de l’occupation des sols de la commune et de ses infrastructures peut être observée sur les différentes représentations cartographiques du territoire : la carte de Cassini (XVIIIe siècle), la carte d'état-major (1820-1866) et les cartes ou photos aériennes de l'IGN pour la période actuelle (1950 à aujourd'hui).

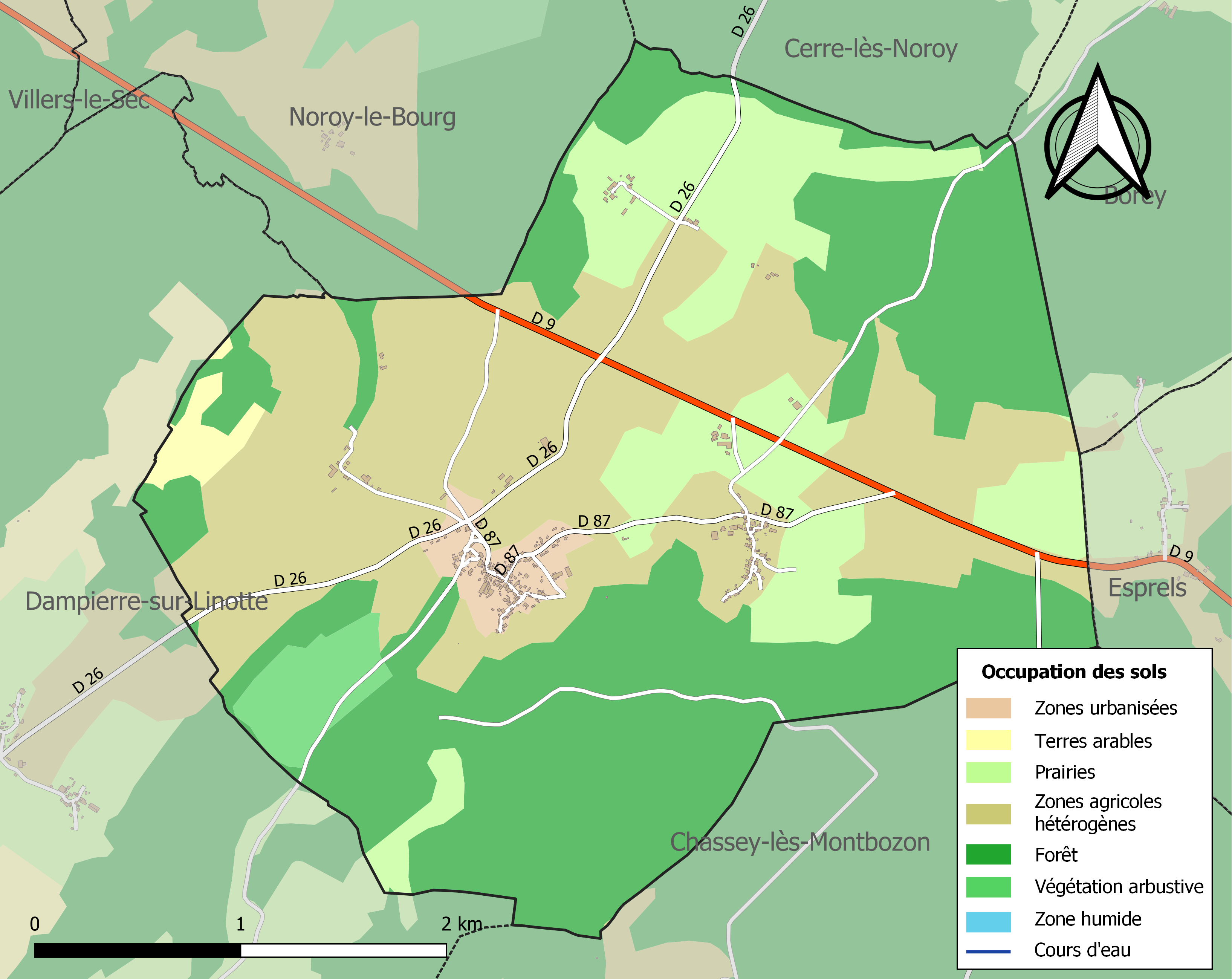
Carte des infrastructures et de l'occupation des sols de la commune en 2018 (CLC).

### Voies de communication et transports
La commune de Vallerois-le-Bois fut traversée par la Ligne de Besançon-Viotte à Vesoul. 

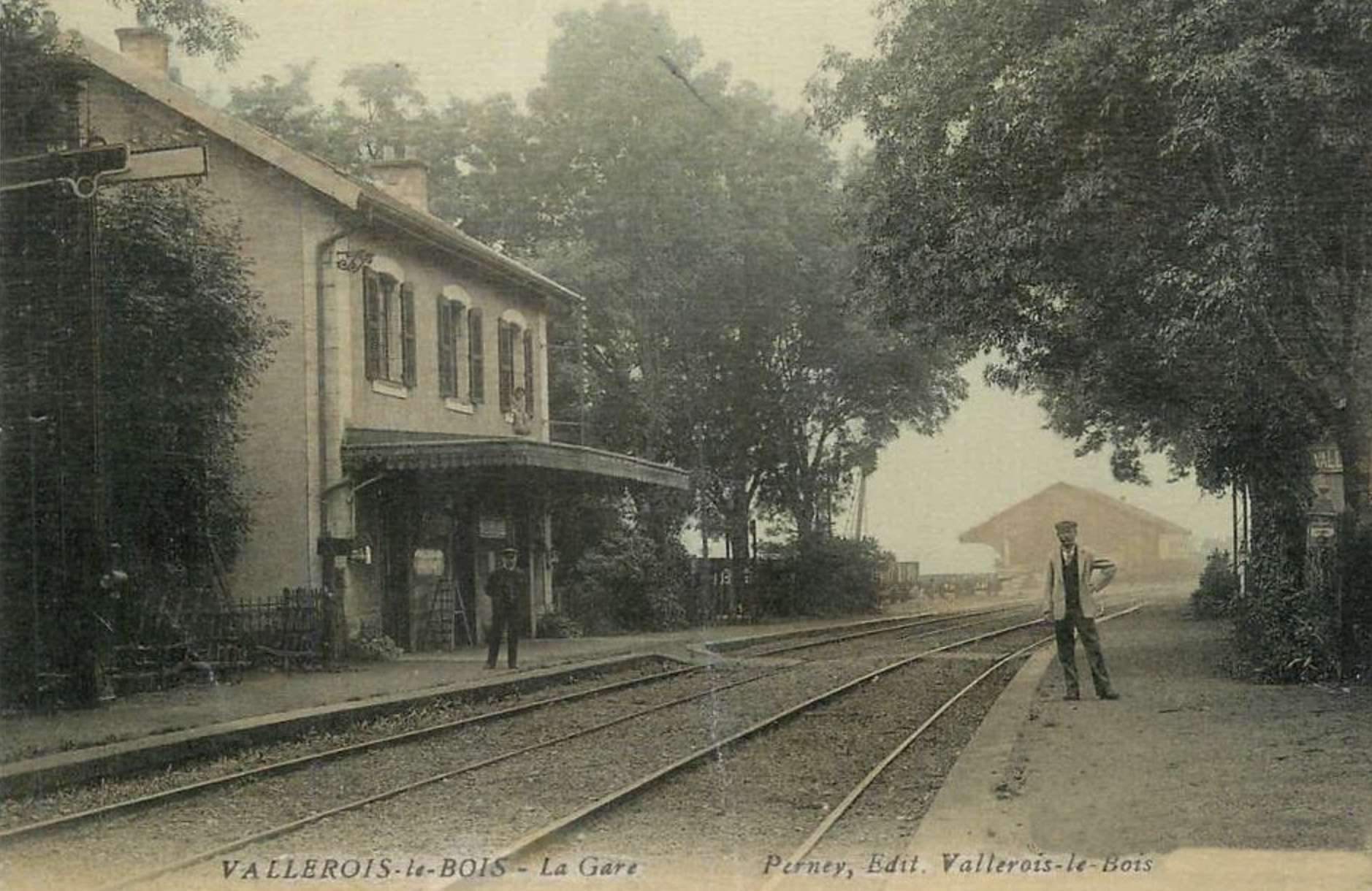
Gare de Vallerois

La gare du village

## Accidents de chemin de fer
- Le 15 juin 1881, la gare de marchandises fut le théâtre d'un grave accident. André Vérot, âgé de 45 ans, poussant de côté avec quelques ouvriers un wagon qui venait d'être chargé, s'est laissé prendre entre ce wagon et le portail de l'entrée de la gare, dans un espace d'environ 12 cm. Son corps a été affreusement mutilé. Il expirait quelques heures après dans d'horribles souffrances[13].
- Le 12 décembre 1907, train de voyageurs est télescopé par un train de marchandises en gare de Vallerois[14]. Le bilan fut d'un mort, une femme de 58 ans et de plusieurs blessés dont M. Oudinot, juge de paix à Montbozon. Le préfet se rendit même sur les lieux de l'accident.

Si plusieurs agents du train tamponneur furent l'objet de mesures disciplinaires prises par la Compagnie, le mécanicien fut poursuivi au tribunal correctionnel. Il lui était reproché d'avoir marché à une vitesse excessive de 40 ou 50 km au lieu de 30 maximum autorisé et de ce qu'il aurait franchi le disque avancé de la gare de Vallerois qui était à l'arrêt. Finalement, le mécanicien est déclaré coupable d'avoir violé le règlement mais sa responsabilité est atténuée par le fait que les serre-freins n'étaient pas à leur place. Le tribunal lui inflige 3 mois de prison avec sursis.
- Un autre accident moins grave a lieu en 1913[17]. Le train a tamponné une voiture à un passage à niveau entre Vallerois et Dampierre-sur-Linotte, blessant le jeune Figard, âgé de 7 ans, originaire des Vernes.

## Histoire

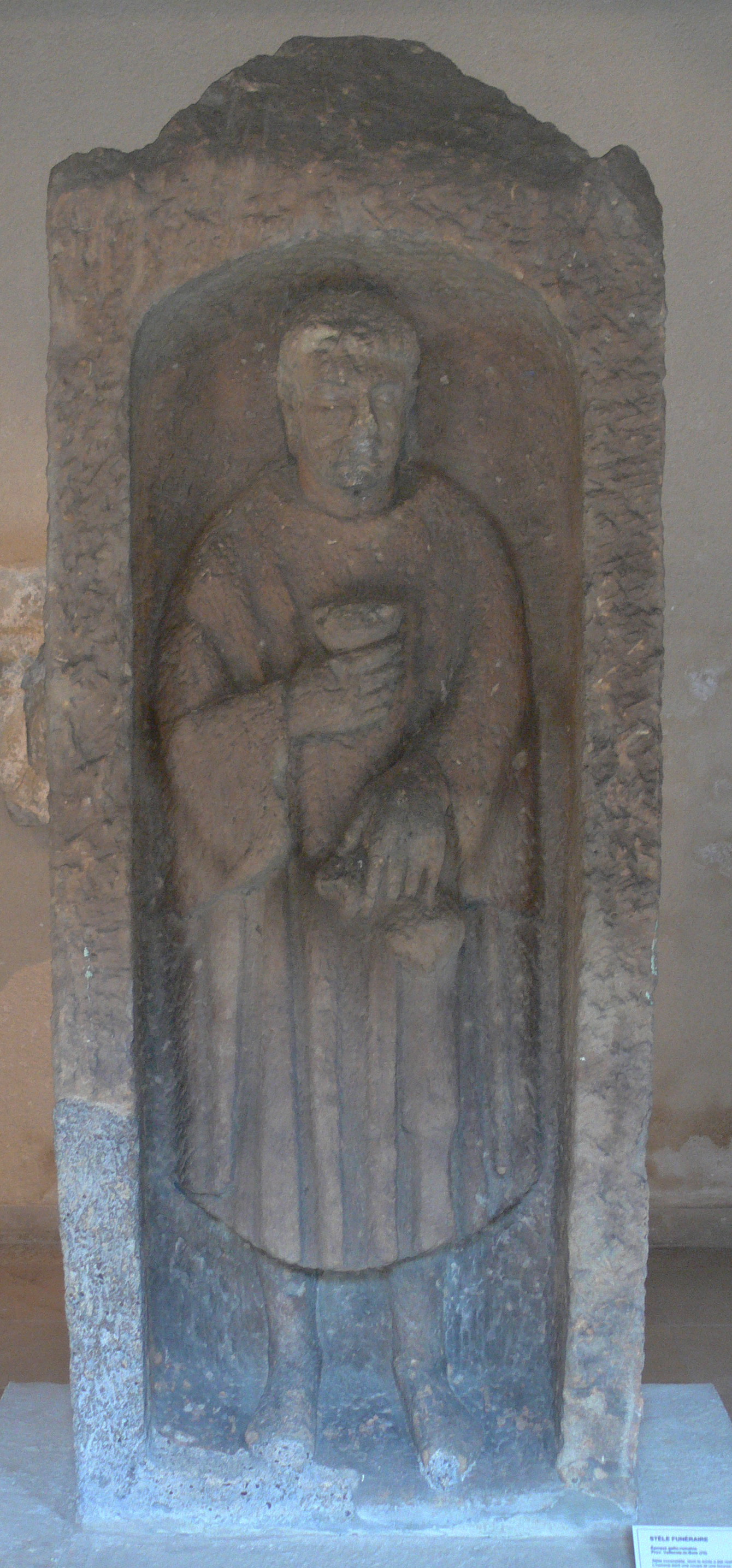
Stèle funéraire gallo-romaine (Vesoul, musée Jean-Léon Gérôme, inv. 900.1.7).

D'importantes traces d'habitations gallo-romaines ont été trouvées à Vallerois-le-Bois.

### Coups de feu
Le 21 Pluviôsean II, le citoyen Nicolas Faveret (1749-1806) a été blessé d'un coup d'arme à feu dans son domicile une heure après minuit. Blessé au-dessous de l'épaule droite et au côté droit par son beau-frère Jean-Baptiste Gagneur (1755-1814).

### Épidémie
Durant l'hiver 1794-1795, la commune est touchée par une Fièvre putride. Les habitants lancent une pétition pour demander à ce qu'on leur envoie un officier de santé. En effet, cette fièvre "faisant maladie épidémique dont quarante citoyens hors d'état de se procurer de se procurer les secours nécessaires sont attaqués et périssent journellement faute de secours."

### Intempéries
- Orage

En août 1806 un orage a "abattu" le clocher du village.
- Ouragan

En 1901, la grêle fait "d'énormes dégâts", les "récoltes sont saccagées" et on a ramassé des grêlons "plus gros qu'un oeuf de pigeon". Cet ouragan fut très dévastateur pour plusieurs communes dont notamment Esprels et Chassey-lès-Montbozon en plus de Vallerois, à tel point qu'un crédit extraordinaire de 100 000 francs fut octroyé par le Ministère de l'Agriculture. La commune touchera 1 396 francs.

### Tuilerie
La commune possédait une tuilerie dans les produits étaient très estimés. En 1860, elle est mise en vente ou en amodiation. Celle-ci se compose alors de deux hangars propres à la fabrication, dont l'un de 22 mètres sur 11, et l'autre de 13 mètres sur 9, avec le four, contenant 24 000 tuiles et 8 mètres de pierre pour la chaux ; plus un hangar devant les embouchures du four, propre à y déposer 70 stères de bois. Il y avait également un corps de logis composé de trois chambres au rez-de-chaussée et une à l'étage avec grenier, on peut fabriquer 20 000 de marchandises sans en déplacer. Sont également vendus tous les outils nécessaires pour la fabrication et 1 hectares 8 ares de terre labourable. 

En 1868, elle est de nouveau à amodier, située à 1 km d'une station de chemin de fer de Vesoul à Besançon.

### Coup de feu
En 1884, lors des élections municipales, un coup de feu est tiré dans la soirée du dimanche sans blesser personne.

### Coups et outrages
Le 3 août 1913, les deux frères JEANNOT en discussion avec le maire dans le cabaret du village à propos de jeunes chiens. L'aubergiste, beau-frère du maire, ayant voulu les expulser, une mêlée générale s'ensuivit. On roula les uns sur les autres, et des violences furent exercées de part et d'autre. Les frères furent condamnés à 50 francs chacun et l'un d'entre eux obtint du sursis.

## Politique et administration

### Rattachements administratifs et électoraux
La commune fait partie de l'arrondissement de Vesoul du département de la Haute-Saône, en région Bourgogne-Franche-Comté. Pour l'élection des députés, elle dépend de la deuxième circonscription de la Haute-Saône.
Elle était incluse depuis 1973 dans le canton de Noroy-le-Bourg. Dans le cadre du redécoupage cantonal de 2014 en France, la commune est désormais rattachée au canton de Villersexel.

### Intercommunalité
La commune faisait partie de la communauté de communes des grands bois, créée le 10 décembre 2001 et qui regroupait 12 communes et environ 3 100 habitants.
Dans le cadre des dispositions de la loi du 16 décembre 2010 de réforme des collectivités territoriales, qui prévoit toutefois d'achever et de rationaliser le dispositif intercommunal en France, et notamment d'intégrer la quasi-totalité des communes françaises dans des EPCI à fiscalité propre dont la population soit normalement supérieure à 5 000 habitants, le schéma départemental de coopération intercommunale de 2011 a prévu la fusion des communautés de communes : 
- du Pays de Saulx,
- des grands bois
- des Franches Communes (sauf  Amblans et Genevreuille),

et en y rajoutant la commune isolée de Velorcey, afin de former une nouvelle structure regroupant 42 communes et environ 11 200 habitants.
Cette fusion est effective depuis le 1er janvier 2014 et a permis la création, à la place des intercommunalités supprimées, de la communauté de communes du Triangle Vert, dont la commune est désormais membre.

### Liste des maires
| Période                                  | Période       | Identité                              | Étiquette    | Qualité                        |
| ---------------------------------------- | ------------- | ------------------------------------- | ------------ | ------------------------------ |
| Les données manquantes sont à compléter. |               |                                       |              |                                |
| 1838                                     | décembre 1856 | Pierre Antoine Vincent                |              | décédé en fonction             |
| 1857                                     |               | Jean Baptiste Lemoine                 |              |                                |
| 1878                                     | 01/1881       | Joseph Lavey                          |              |                                |
| 02/1881                                  | 1884          | Charles Lyard                         | Républicain  |                                |
| 1884                                     | 1885          | Henri Caillet                         | Conservateur | Radié par la préfecture        |
| 1885                                     | 13/5/1890     | François Barrachin                    |              | Suspendu par la préfecture     |
| 15/6/1890                                | 1892          | Charron Caillet                       |              |                                |
| 1892                                     | 5/1893        | François Barrachin                    |              |                                |
| 7/1893                                   | 14/6/1895     | Henri Caillet                         |              | Révoqué par la préfecture      |
| 11/1895                                  |               | François Barrachin                    |              |                                |
| 5/1896                                   | 4/1900        | Eugène Lavey                          |              |                                |
| 6/1900                                   |               | Antoine Borey                         | Radical      |                                |
| 1905                                     | 1908          | François Perringérard                 | Gauche       | Battu                          |
| 1908                                     | 1913          | Louis Bosset                          |              |                                |
| 1913                                     |               | Édouard Béliard                       |              |                                |
| 1919                                     |               | Henri Varin                           |              |                                |
| maire en 1978                            | ?             | Marcellin dit Louis Wicky (1900-1987) | RPR          |                                |
| mars 2001                                | 2020          | Michel Devaux                         | PS           | Réélu pour le mandat 2014-2020 |
| Les données manquantes sont à compléter. |               |                                       |              |                                |
| 2020                                     | En cours      | Romain Wicky                          |              |                                |

## Démographie
L'évolution du nombre d'habitants est connue à travers les recensements de la population effectués dans la commune depuis 1793. Pour les communes de moins de 10 000 habitants, une enquête de recensement portant sur toute la population est réalisée tous les cinq ans, les populations de référence des années intermédiaires étant quant à elles estimées par interpolation ou extrapolation. Pour la commune, le premier recensement exhaustif entrant dans le cadre du nouveau dispositif a été réalisé en 2005.

En 2022, la commune comptait 232 habitants, en évolution de −9,73 % par rapport à 2016 (Haute-Saône : −1,4 %, France hors Mayotte : +2,11 %).
| 1793 | 1800 | 1806 | 1821 | 1831 | 1836 | 1841 | 1846 | 1851 |
| ---- | ---- | ---- | ---- | ---- | ---- | ---- | ---- | ---- |
| 545  | 536  | 610  | 887  | 885  | 867  | 856  | 857  | 832  |

| 1856 | 1861 | 1866 | 1872 | 1876 | 1881 | 1886 | 1891 | 1896 |
| ---- | ---- | ---- | ---- | ---- | ---- | ---- | ---- | ---- |
| 765  | 786  | 786  | 688  | 665  | 603  | 583  | 556  | 519  |

| 1901 | 1906 | 1911 | 1921 | 1926 | 1931 | 1936 | 1946 | 1954 |
| ---- | ---- | ---- | ---- | ---- | ---- | ---- | ---- | ---- |
| 534  | 502  | 472  | 439  | 378  | 360  | 351  | 303  | 235  |

| 1962 | 1968 | 1975 | 1982 | 1990 | 1999 | 2005 | 2006 | 2010 |
| ---- | ---- | ---- | ---- | ---- | ---- | ---- | ---- | ---- |
| 240  | 238  | 214  | 231  | 252  | 253  | 262  | 260  | 259  |

| 2015 | 2020 | 2022 | - | - | - | - | - | - |
| ---- | ---- | ---- | - | - | - | - | - | - |
| 257  | 240  | 232  | - | - | - | - | - | - |

## Sports
Une épreuve des championnats de France de cyclisme sur route 2016 de Vesoul s'est déroulée le 23 juin 2016 sur le territoire de la commune de Vallerois-le-Bois.

## Culture locale et patrimoine

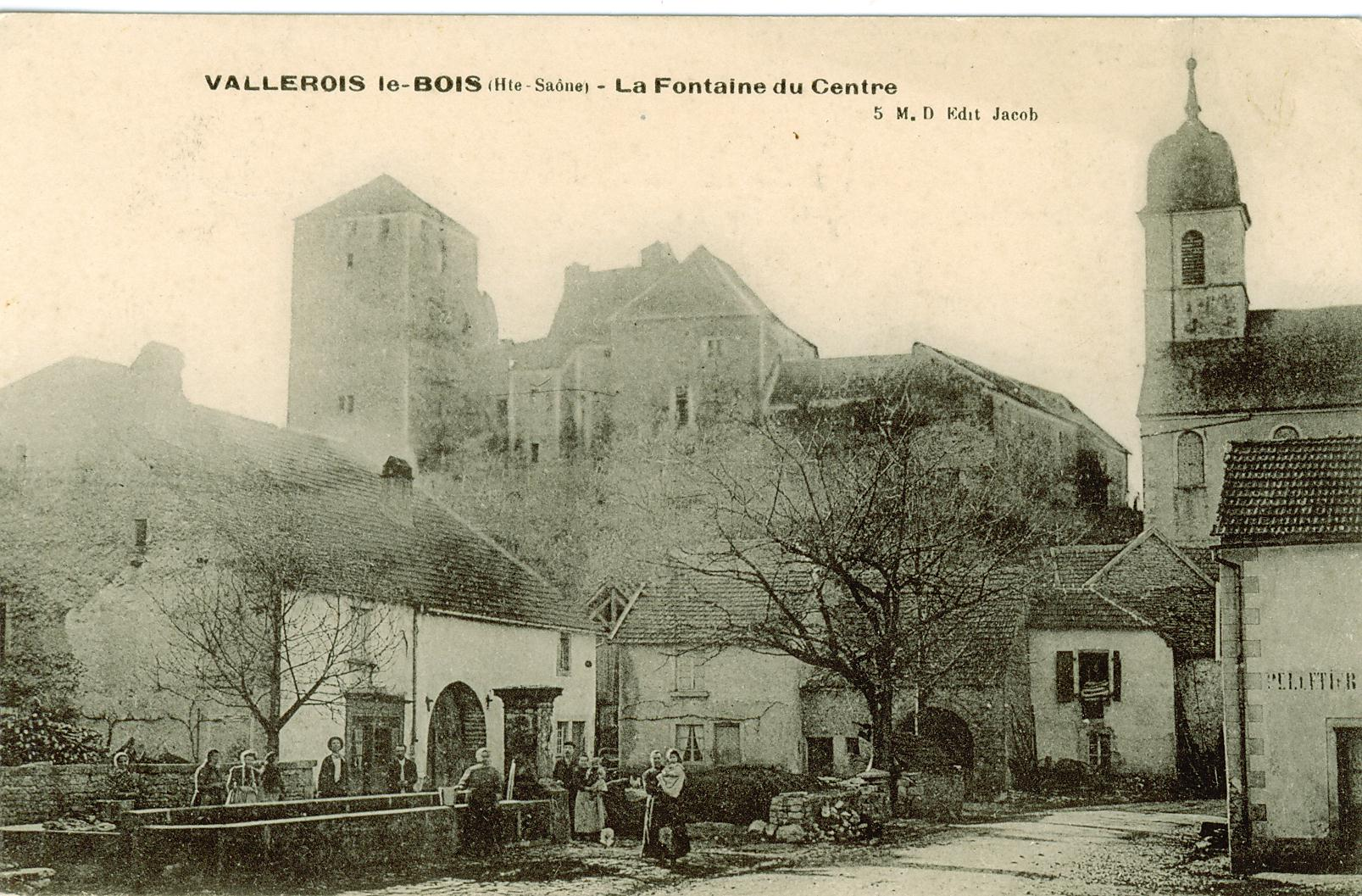
Le château et le village au XIXe siècle.

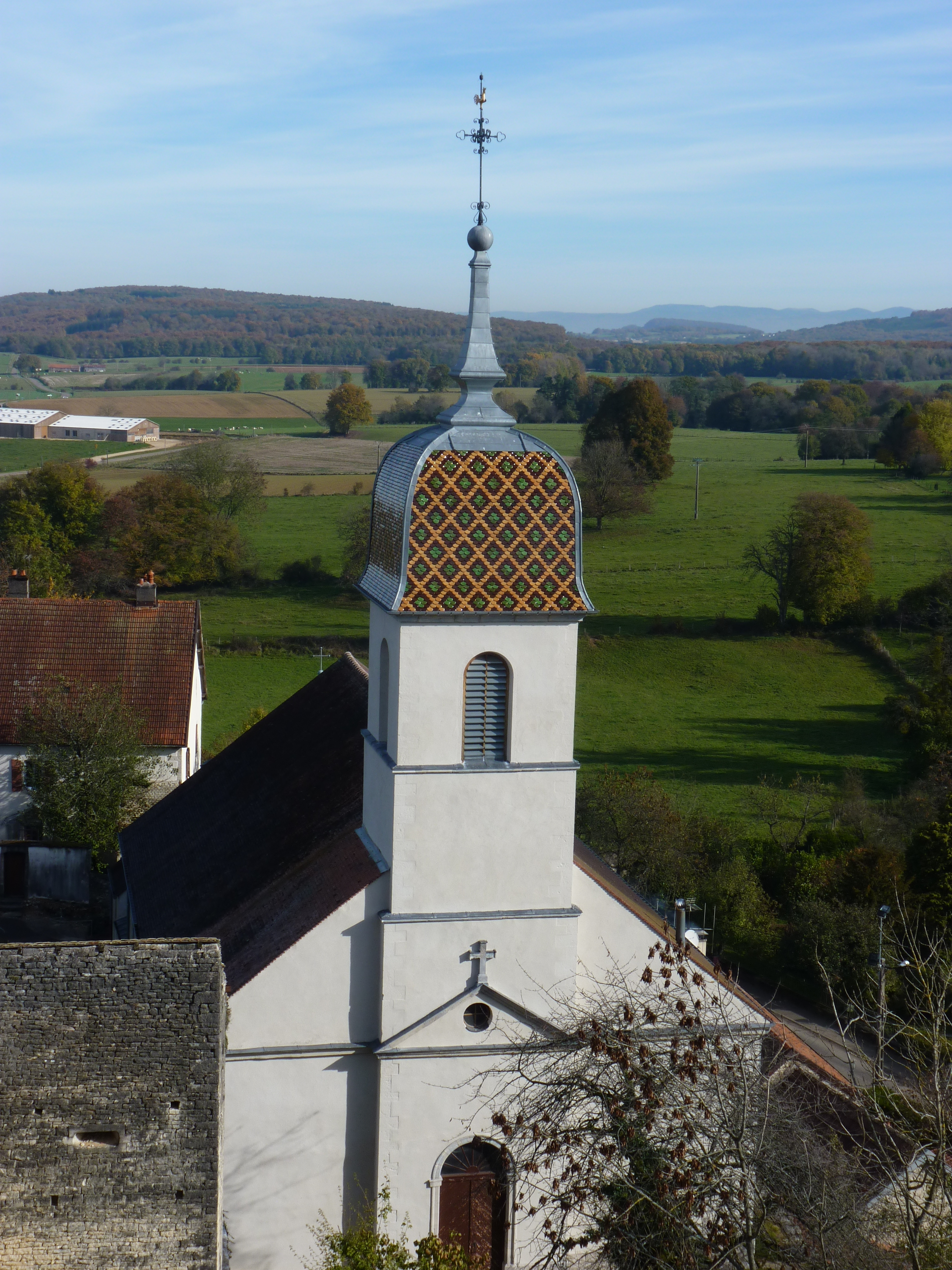
Eglise de Vallerois le Bois avec son beau clocher en tuiles vernissées

### Lieux et monuments
- Château de Vallerois-le-Bois : château fort édifié au XIIe siècle puis fortement remanié au cours des siècles suivants ; détruit en partie durant la Révolution française, il conserve des éléments architecturaux des XVIe et XVIIe siècles. Propriété privée, il fait, depuis 1992, l’objet d’importants travaux de restauration, qui lui ont redonné son donjon et son corps de logis[40],[41].
- L'église Saint-Martin du XVIe siècle, reconstruite en 1853, avec son clocher comtois.